# Hiroki Fudžiharu
Hiroki Fudžiharu (japonsko 藤春 廣輝), japonski nogometaš, * 28. november 1988.
Za japonsko reprezentanco je odigral tri uradne tekme.